# كريس كولينز (ملحن)
كريس كولينز (بالإنجليزية: Chris Collins)‏ هو مغني ومنتج أسطوانات وملحن أمريكي، ولد في 10 أغسطس 1967.

## وصلات خارجية
- الموقع الرسمي
- كريس كولينز على موقع ميوزك برينز (الإنجليزية)
- كريس كولينز على موقع أول ميوزيك (الإنجليزية)
- كريس كولينز على موقع ديسكوغز (الإنجليزية)